# Desa Sindangraja (administrativ by i Indonesien, lat -6,78, long 107,25)
Desa Sindangraja är en administrativ by i Indonesien.   Den ligger i provinsen Jawa Barat, i den västra delen av landet, 80 km sydost om huvudstaden Jakarta. Desa Sindangraja ligger vid sjön Waduk Cirata.